# تاتل (کالیفرنیا)
تاتل، کالیفرنیا (به انگلیسی: Tuttle, California) یک منطقهٔ مسکونی در ایالات متحده آمریکا است که در کالیفرنیا واقع شده‌است.

## خصوصیات
تاتل ۴٫۵۵۵ کیلومترمربع مساحت و ۱۰۳ نفر جمعیت دارد و ۶۳ متر بالاتر از سطح دریا واقع شده‌است.